# Энгельман, Годфруа
Годфруа Энгельман (англ. Godefroy Engelmann; 1788—1839) — французский живописец, литограф и хромолитограф; считается изобретателем хромолитографии.

## Биография
Родился 17 августа 1788 года в Мюльхаузене (нынешний французский Мюлуз), относившемся в то время к Швейцарии.
Обучался в Швейцарии и во Франции. Учился живописи и графике в ателье Жан-Батиста Реньо в Париже. В 1814 году Энгельман отправился в Мюнхен для изучения литографии. На следующий год он основал в родном городе литографскую мастерскую La Société Lithotypique de Mulhouse, а в 1816 году открыл свою мастерскую в Париже.
Постоянно совершенствуясь в работе с литографией, художник создал значительное количество эстампов, в том числе многочисленные листы для известной коллекции печатной графики Voyages pitoresques et romantiques dans l’ancienne France барона Исидора Жюстена Тейлора.
Исследования технических возможностей печати с камня привели Годфруа к разработке технологии хромолитографии, получившей в начале 1837 года английский патент; впоследствии усовершенствованной такими пионерами литографии, как австрийский художник Питер Фенди и его сыном Жаном.
В созданной художником в Париже полиграфической компании Engelmann et Graf, работал его сын Годфруа Энгельман — младший, который продолжил дело отца до своей смерти в 1897 году.
Умер Годфруа Энгельман — старший 25 апреля 1839 года в Мюлузе, Франция.

## Труды
За свою жизнь Годфруа Энгельман выполнил большое количество гравюр, в том числе специально для барона Исидора Тейлора.

### Некоторые работы

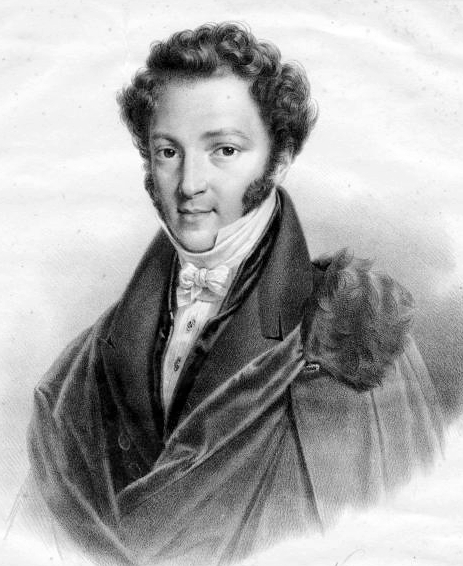
Игнац Мошелес
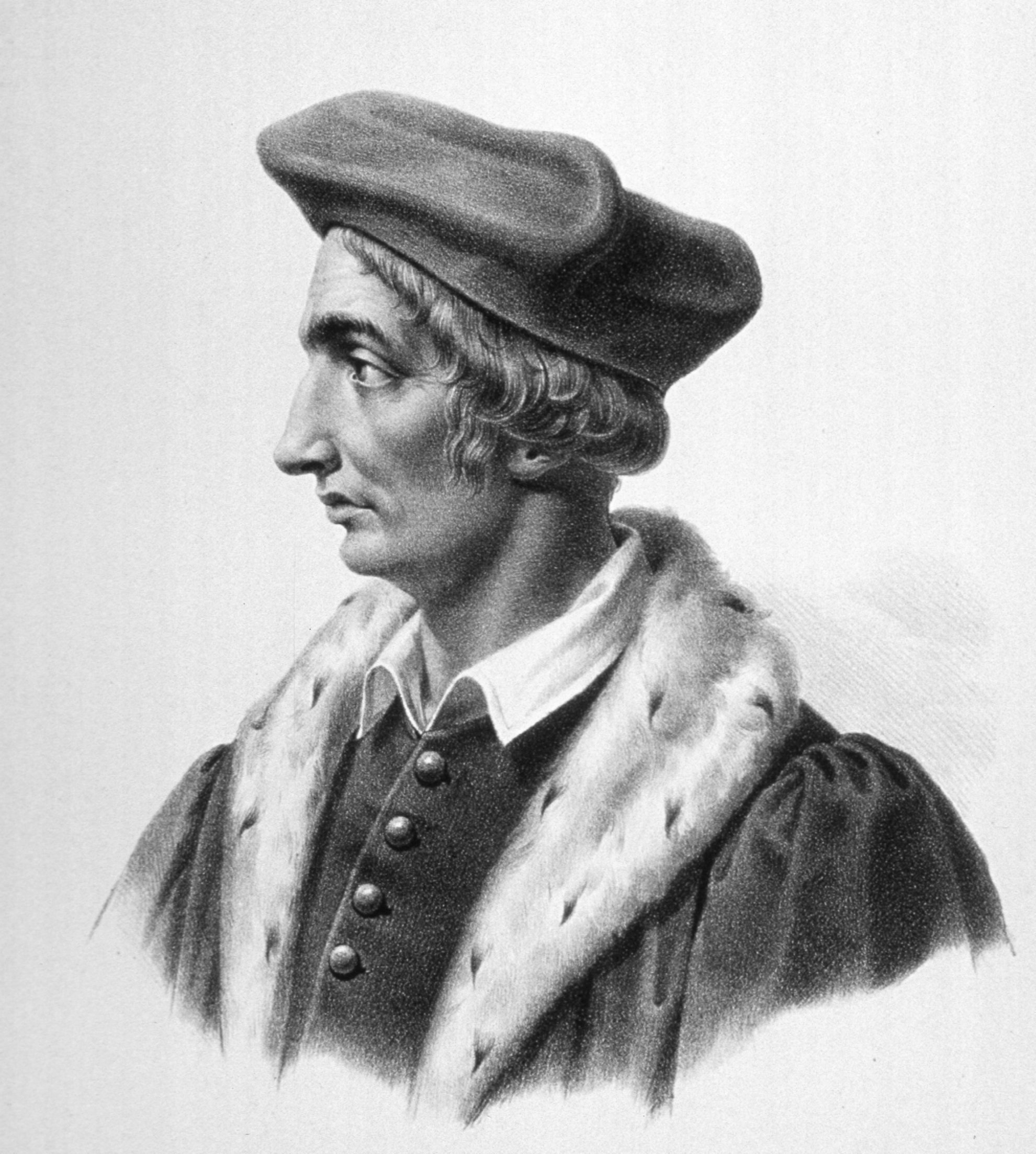
Жан Фернель
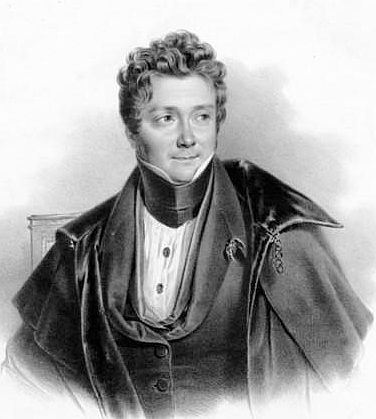
Луи Бартелеми Прадер
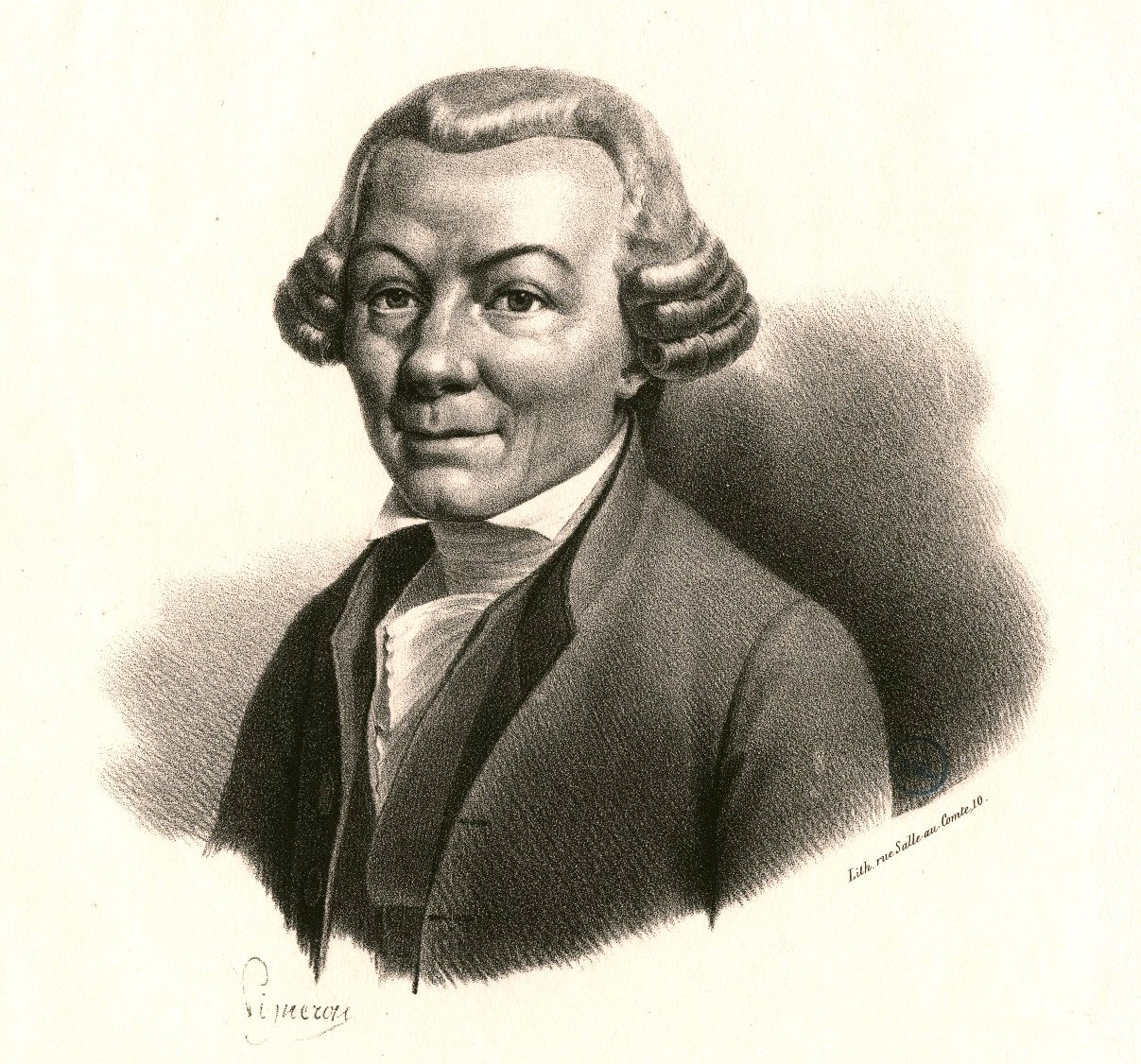
Поль-Жозеф Бартез